# أحمد أباد (شورآب)
أحمد أباد (بالفارسية: احمدآباد) هي قرية تقع في إيران في قسم شورآب الريفي. يقدر عدد سكانها بـ 398 نسمة بحسب إحصاء 2016.